# Insurgency
Insurgency est un jeu de tir à la première personne tactique multijoueur, développé et édité par New World Interactive. Il s'agit de la suite de Insurgency: Modern Infantry Combat, un mod développé sur le moteur Source pour Half Life 2. Le jeu est sorti le 22 janvier 2014 sur Windows, Linux et OS X.

## Système de jeu
Insurgency est caractérisé par son gameplay réaliste et difficile. À la différence de nombreux jeux de tir à la première personne, il possède une interface très épurée, sans réticule, compteur de munitions, barre de vie, ou mini-carte.

## Développement
Le développement d'Insurgency est décidé à la suite de la bonne réception du mod Insurgency: Modern Infantry Combat pour Half Life 2. Un financement participatif via la plateforme Kickstarter est lancé en juillet 2012, avec un objectif à 180 000 $. La campagne échoue, les dons atteignant seulement 66 500 $. Malgré un financement difficile, Insurgency sort en accès anticipé sur Steam le 2 mars 2013. Le jeu sort officiellement le 24 janvier 2014.

## Suite
Une suite nommée Insurgency: Sandstorm est en cours de développement pour PC, PlayStation 4 et Xbox One. Le jeu est édité par Focus Home Interactive et la sortie est prévue le 12 décembre 2018 sur PC, et en 2019 sur consoles.